# 호나탄 비에라
호나탄 비에라 라모스(스페인어: Jonathan Viera Ramos ˈɟʝonatam ˈbjeɾa ˈramos[*], 1989년 10월 21일 ~ )는 스페인의 축구 선수이다. 현재 라리가의 알메리아에서 윙어 또는 공격형 미드필더로 뛰고 있다.